# 刈谷市
刈谷市（日语：／ Kariya shi */?）為位於日本愛知縣中部的行政區劃；轄區位於境川下游左岸，境內多為沖積平原，有多條境川的支流包括逢妻川、猿渡川自東向西橫越市區後匯入境川，僅北部區域為丘陵地形。
豐田集團旗下的多家企業，如電裝、愛信精機、豐田自動織機、捷太格特、豐田紡織、豐田車體、愛知製鋼等在此設有總部或工廠。
由於愛信精機為B聯賽的三河海馬主要股東，因此該球隊也以刈谷市為主場。

## 人口
| 刈谷市人口分布圖 |                                               |  |
| 刈谷市與日本全國年齡別人口分布比較圖 （2005年資料） | 刈谷市的年齡、男女別人口分布圖 （2005年資料） |  |
| ■紫色是刈谷市 ■綠色是全国 | ■藍色是男性 ■紅色是女性                       |  |
| 刈谷市人口變化 \| 1970年 \| 87,672人 \| \| \| 1975年 \| 96,152人 \| \| \| 1980年 \| 105,643人 \| \| \| 1985年 \| 112,403人 \| \| \| 1990年 \| 120,126人 \| \| \| 1995年 \| 125,305人 \| \| \| 2000年 \| 132,054人 \| \| \| 2005年 \| 142,134人 \| \| \| 2010年 \| 145,781人 \| \| \| 2015年 \| 149,765人 \| \| \| 2020年 \| 153,834人 \| \| |                                               |  |
| 資料來源：日本總務省統計中心提供之人口普查數據 |                                               |  |
| 1970年 | 87,672人                                      |  |
| 1975年 | 96,152人                                      |  |
| 1980年 | 105,643人                                     |  |
| 1985年 | 112,403人                                     |  |
| 1990年 | 120,126人                                     |  |
| 1995年 | 125,305人                                     |  |
| 2000年 | 132,054人                                     |  |
| 2005年 | 142,134人                                     |  |
| 2010年 | 145,781人                                     |  |
| 2015年 | 149,765人                                     |  |
| 2020年 | 153,834人                                     |  |

## 歷史
過去在令制國時代屬於三河國碧海郡，在12世紀至14世紀期間曾是「重原莊」的領地，16世紀初來自知多半島北部的水野忠政將勢力擴及至此，在此建立刈谷城，並一度成為其主要據點，水野氏也持續統治此地直到17世紀初期的江戶時代初期。
進入江戶時代後，現在的刈谷市北半部區域都是屬於刈谷藩，在水野氏之後，也都持續由譜代大名所領有，包括深溝松平家、久松松平家、稻垣氏、阿部氏、本多平八郎家、三浦氏、土井氏都曾先後領有刈谷藩。而南部區域則分屬福島藩、西端藩、西大平藩、沼津藩。
19世紀末明治維新後，這些區域曾先後改隸屬岡重原縣、刈谷縣、菊間縣、西端縣、西大平縣，直到1871年的第一次府縣整併後，隨著過去原屬三河國的全部區域一同整併至新設立的額田縣，但在1972年又隨著額田縣被併入愛知縣。
1889年日本實施町村制，現在的刈谷市在當時分屬刈谷町、下重原村、元刈谷村、小垣江村、野田村、境村、逢見村、一木村、小山村、逢妻村十個行政區劃，在經過1906年愛知縣的町村整併後，成為位於北部的富士松村、位於中部的刈谷町、位於南部的依佐美村三個行政區劃。
1950年刈谷町升格改制為刈谷市，1955年再將北側的富士松村及南側依佐美村的西半部併入，成為現在的刈谷市。

### 變遷表
| 1889年10月1日           | 1889年 - 1944年       | 1889年 - 1944年             | 1945年 - 1954年             | 1955年 - 1989年           | 1955年 - 1989年 | 1989年 - 現在 | 現在   |
| ----------------------- | --------------------- | --------------------------- | --------------------------- | ------------------------- | --------------- | ------------- | ------ |
| 境村                    | 境村                  | 1906年5月1日 合併為富士松村 | 1906年5月1日 合併為富士松村 | 1955年4月1日 併入刈谷市   | 刈谷市          | 刈谷市        | 刈谷市 |
| 境村                    | 1891年9月14日 東境村  | 1906年5月1日 合併為富士松村 | 1906年5月1日 合併為富士松村 | 1955年4月1日 併入刈谷市   | 刈谷市          | 刈谷市        | 刈谷市 |
| 逢見村                  |                       | 1906年5月1日 合併為富士松村 | 1906年5月1日 合併為富士松村 | 1955年4月1日 併入刈谷市   | 刈谷市          | 刈谷市        | 刈谷市 |
| 一木村                  |                       | 1906年5月1日 合併為富士松村 | 1906年5月1日 合併為富士松村 | 1955年4月1日 併入刈谷市   | 刈谷市          | 刈谷市        | 刈谷市 |
| 刈谷町                  | 刈谷町                | 1906年5月1日 合併為刈谷町   | 1950年4月1日 改制為刈谷市   | 1950年4月1日 改制為刈谷市 | 刈谷市          | 刈谷市        | 刈谷市 |
| 元刈谷村                |                       | 1906年5月1日 合併為刈谷町   | 1950年4月1日 改制為刈谷市   | 1950年4月1日 改制為刈谷市 | 刈谷市          | 刈谷市        | 刈谷市 |
| 小山村                  |                       | 1906年5月1日 合併為刈谷町   | 1950年4月1日 改制為刈谷市   | 1950年4月1日 改制為刈谷市 | 刈谷市          | 刈谷市        | 刈谷市 |
| 逢妻村                  |                       | 1906年5月1日 合併為刈谷町   | 1950年4月1日 改制為刈谷市   | 1950年4月1日 改制為刈谷市 | 刈谷市          | 刈谷市        | 刈谷市 |
| 下重原村                | 1891年11月28日 重原村 | 1906年5月1日 合併為刈谷町   | 1950年4月1日 改制為刈谷市   | 1950年4月1日 改制為刈谷市 | 刈谷市          | 刈谷市        | 刈谷市 |
| 下重原村                | 1891年11月28日 半高村 | 1906年5月1日 合併為依佐美村 | 1906年5月1日 合併為依佐美村 | 1955年4月1日 併入刈谷市   | 刈谷市          | 刈谷市        | 刈谷市 |
| 小垣江村                |                       | 1906年5月1日 合併為依佐美村 | 1906年5月1日 合併為依佐美村 | 1955年4月1日 併入刈谷市   | 刈谷市          | 刈谷市        | 刈谷市 |
| 野田村                  |                       | 1906年5月1日 合併為依佐美村 | 1906年5月1日 合併為依佐美村 |                           | 刈谷市          | 刈谷市        | 刈谷市 |
| 1955年4月1日 併入安城市 |                       | 1906年5月1日 合併為依佐美村 | 1906年5月1日 合併為依佐美村 |                           |                 |               |        |

## 交通

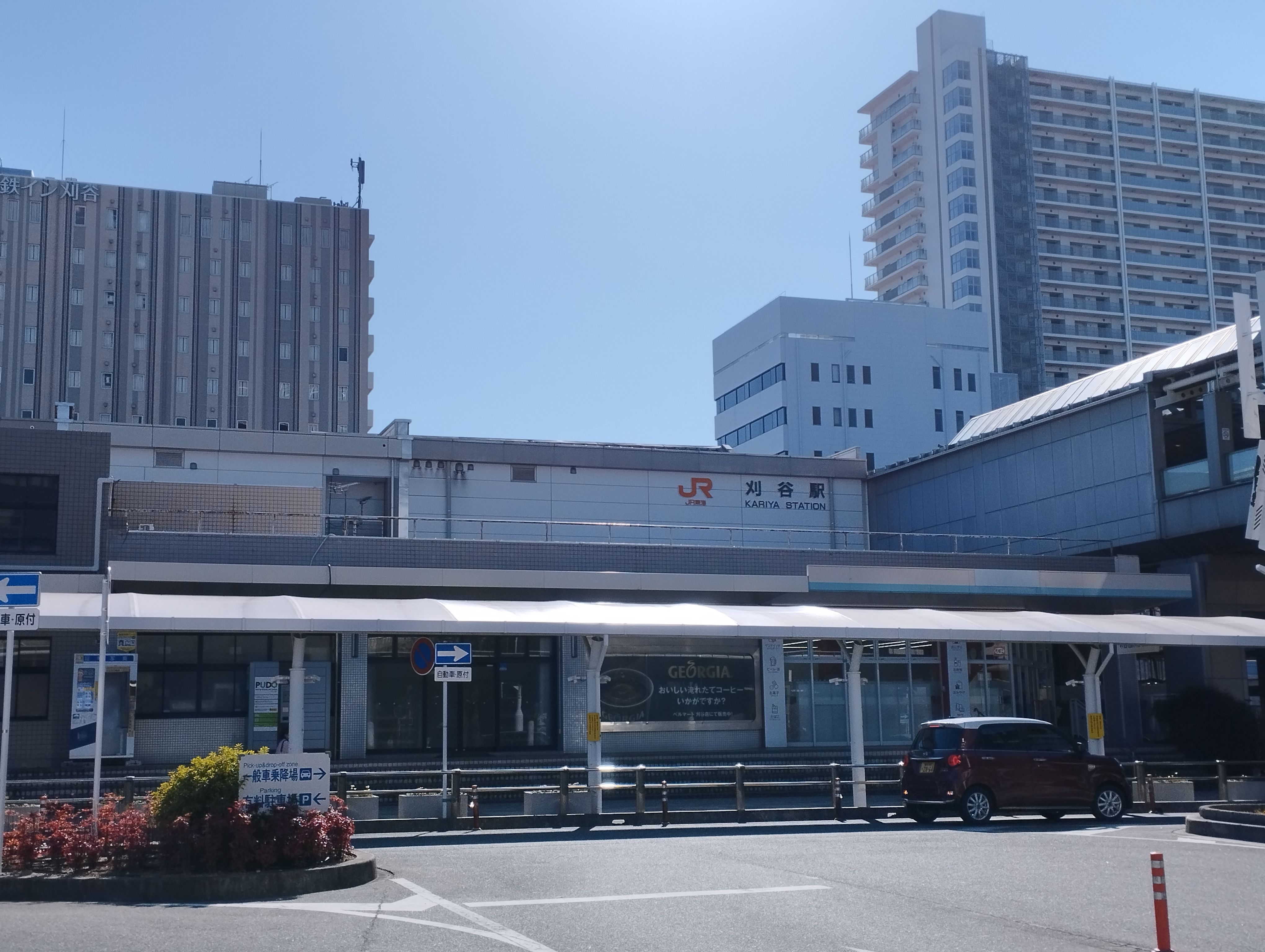
刈谷車站

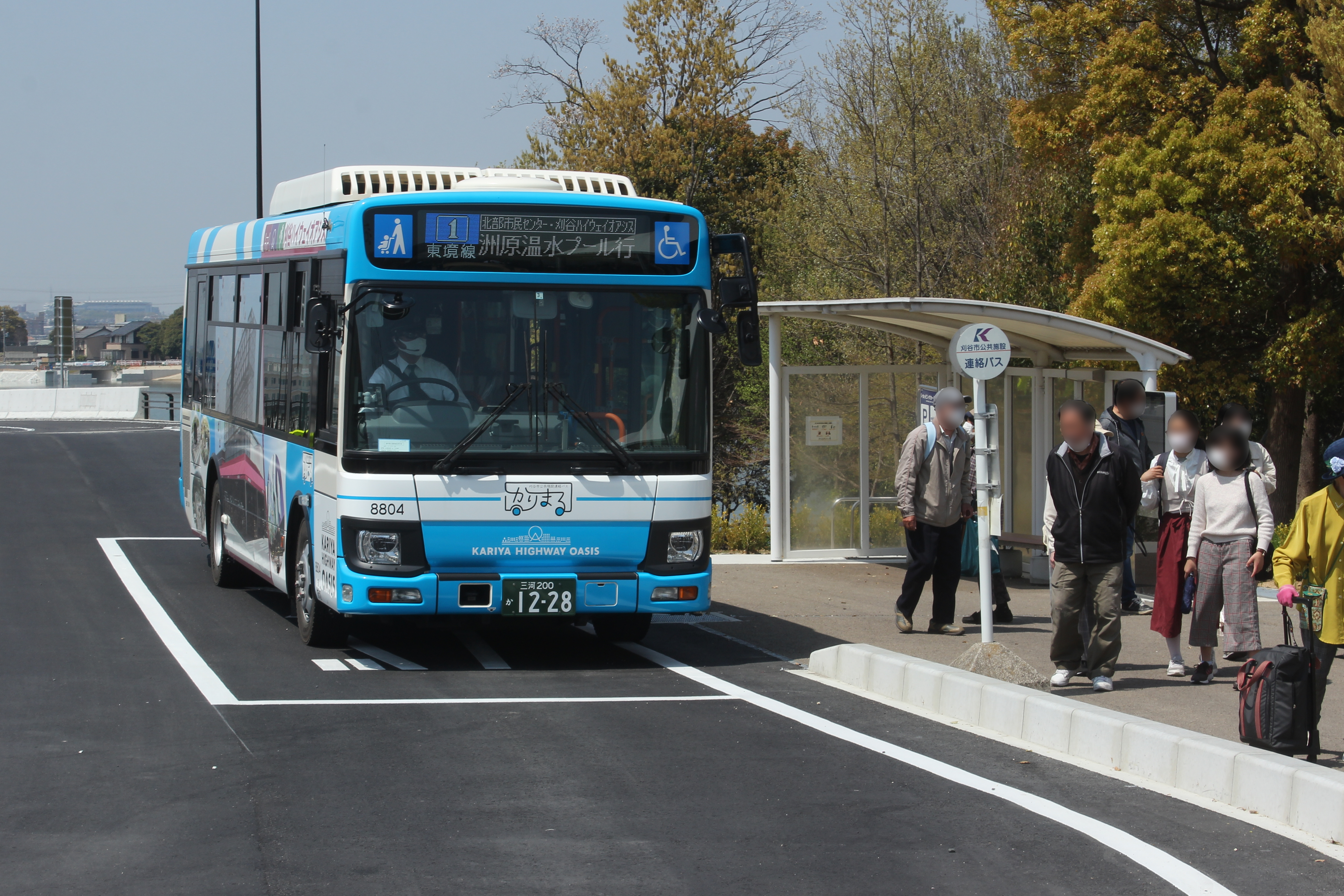
停靠於刈谷高速綠洲站的刈谷市公共施設連絡巴士

鐵路東海道本線及名古屋本線分別以東西向自市區中穿過，兩條鐵路則可透過三河線經位於知立市的知立車站換乘；經由這三條鐵路，往東可至岡崎市、豐橋市，往西可至名古屋市，往北則可至豐田市，往南至碧南市。
高速公路有伊勢灣岸自動車道自刈谷市北部通過，在轄內僅有刈谷休息區，但仍可透過休息區內的無人智慧交流道自平面道路進出休息區再接上高速公路，或是由西側豐明市內的豐明交流道轉國道23號進入市內。
名鐵巴士在刈谷市內有多條客運路線，其主要以愛知教育大學為樞紐，除了可前往刈谷車站外，也可直接知立車站、或是北側的三好市、東鄉町、甚至是日進市的日進車站。此外，刈谷市政府也以刈谷車站為中心，開設社區巴士刈谷市公共施設連絡巴士，可自刈谷車站轉乘至市內各地區。此外，周邊東浦町、安城市、知立市的社區巴士也都有路線會駛入刈谷市內。

### 鐵道
名古屋鐵道（名鐵）
- 名古屋本線：（往豐橋方向） - 一木車站 - 富士松車站 - （往名鐵名古屋、名鐵岐阜、名鐵一宮方向）
- 三河線：（往知立方向） - 刈谷車站 - 刈谷市車站 - 小垣江車站 - （往三河高濱、碧南方向）

東海旅客鐵道（JR東海）
- 東海道本線：（往岡崎、豐橋方向） - 東刈谷車站 - 野田新町車站 - 刈谷車站 - 逢妻車站 - （往名古屋、大垣方向）
- 東海道新幹線：雖通過轄內，但未設置車站。

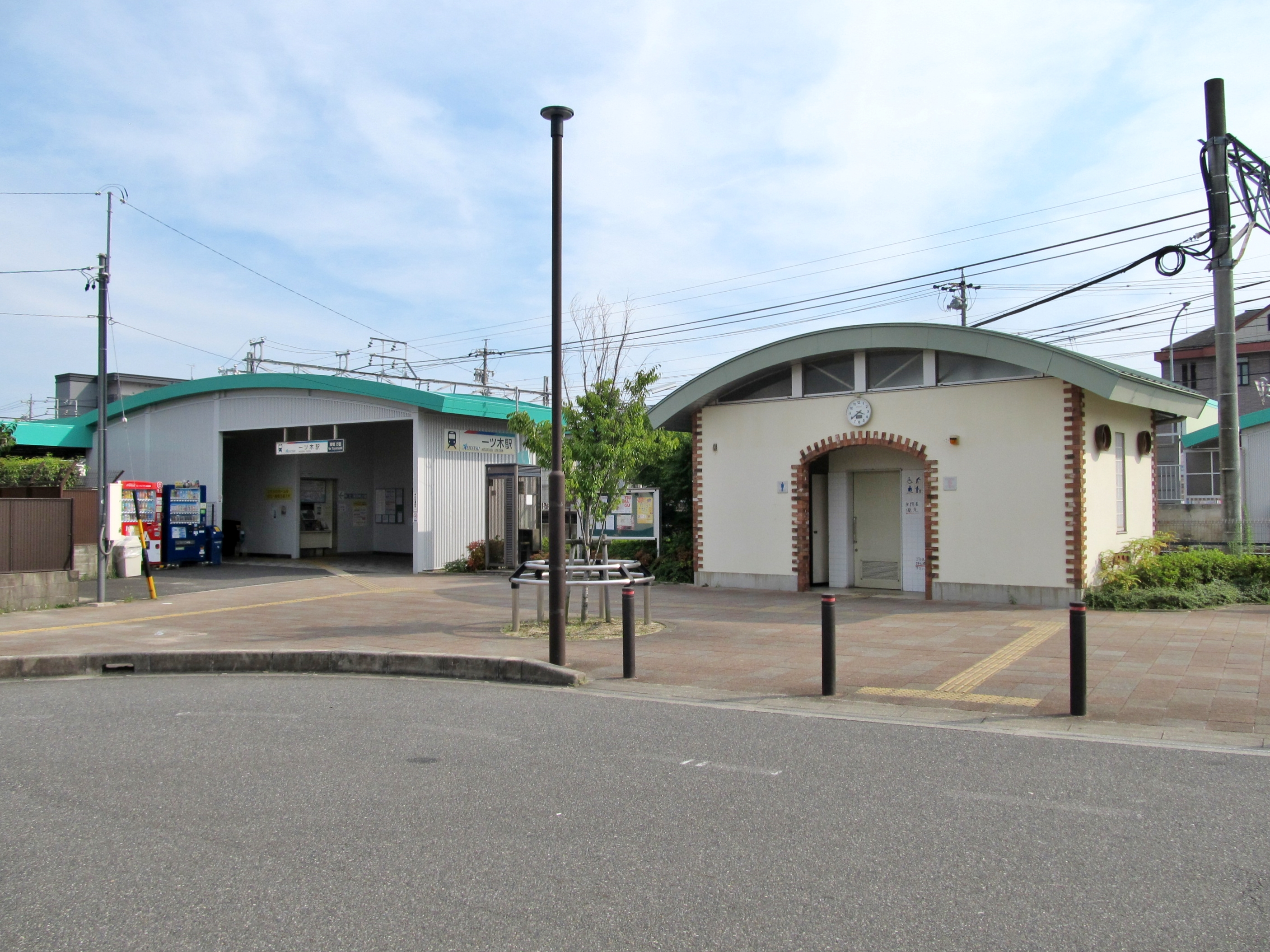
一木車站
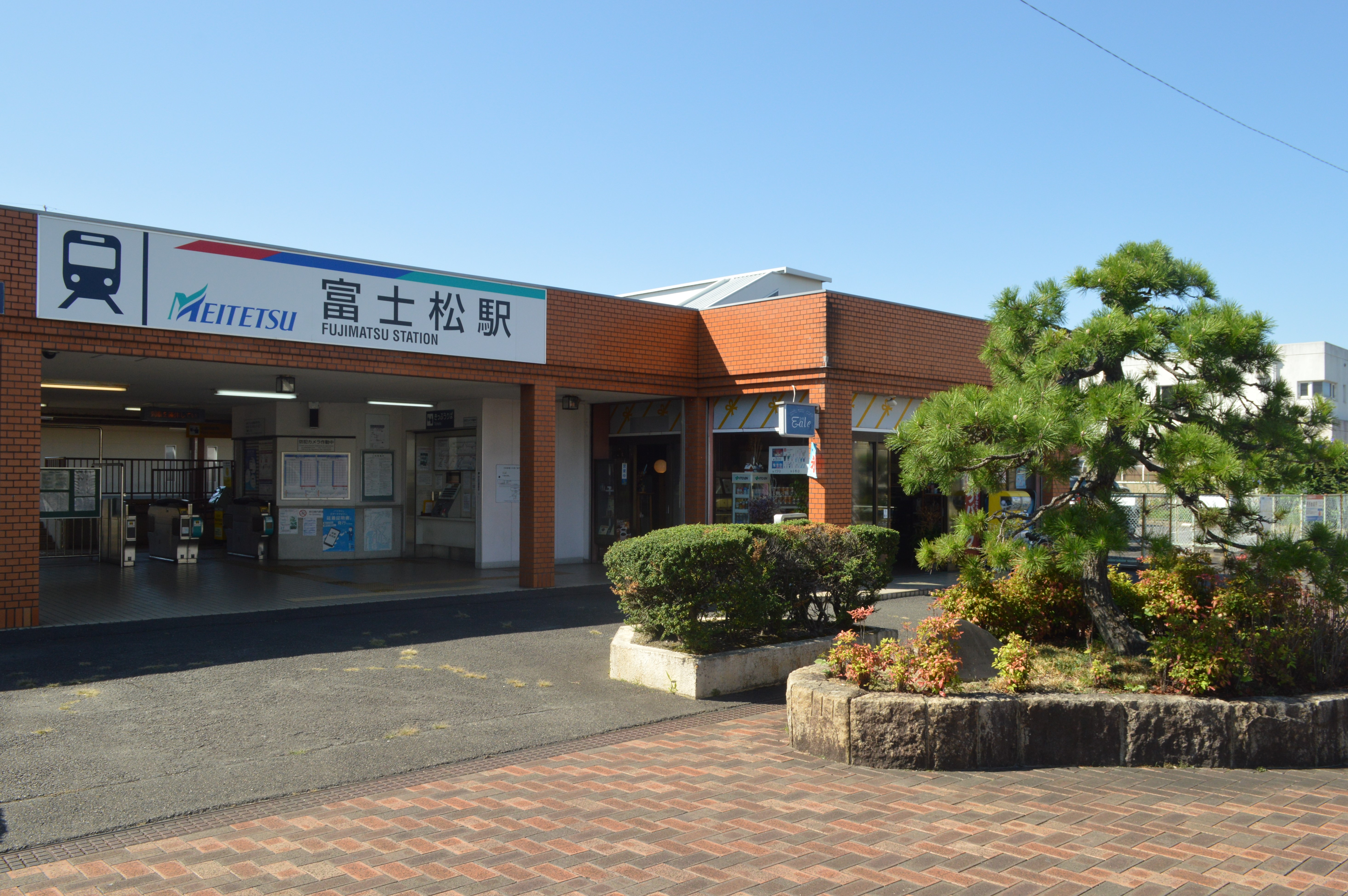
富士松車站北口
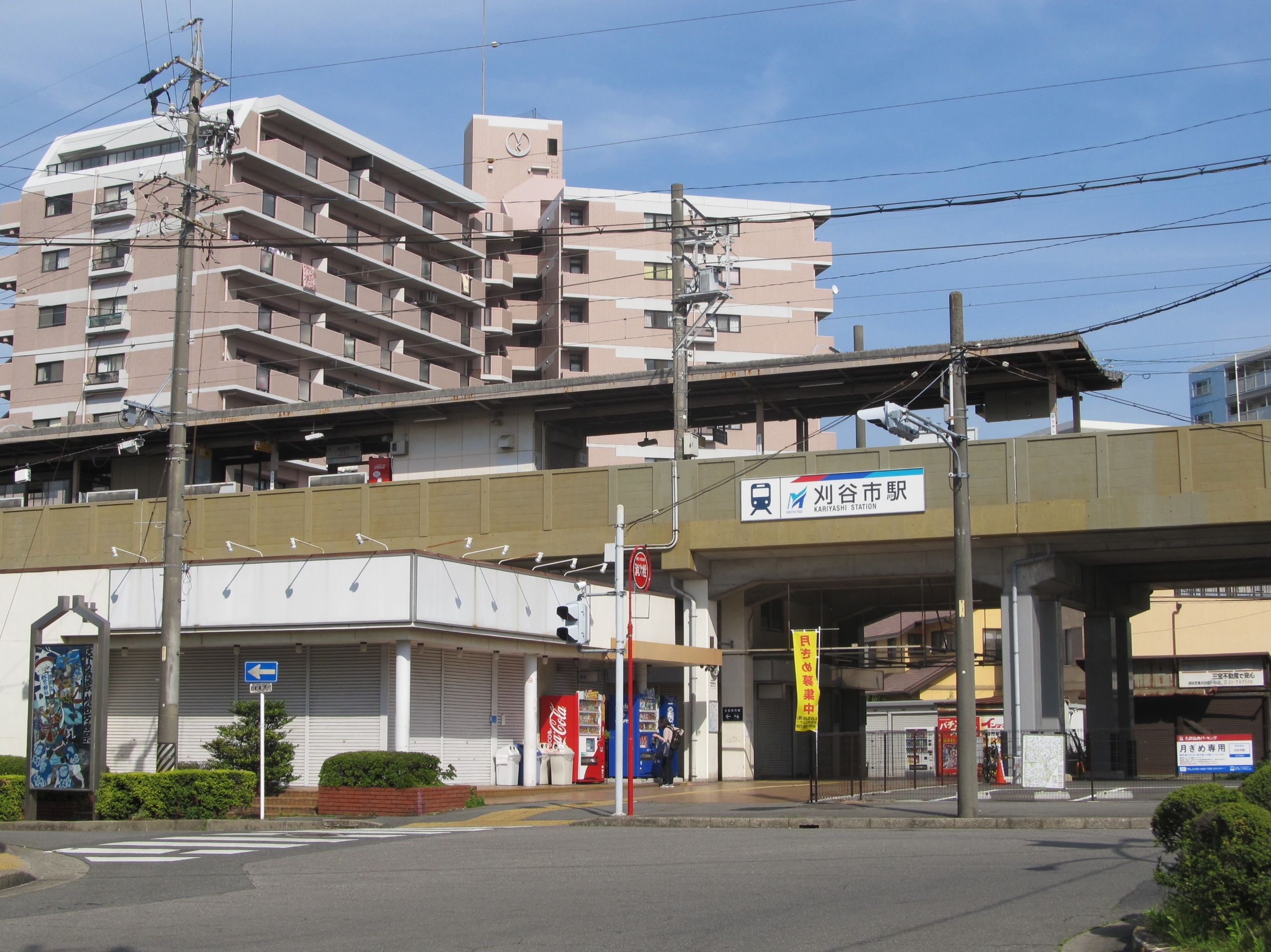
刈谷市車站
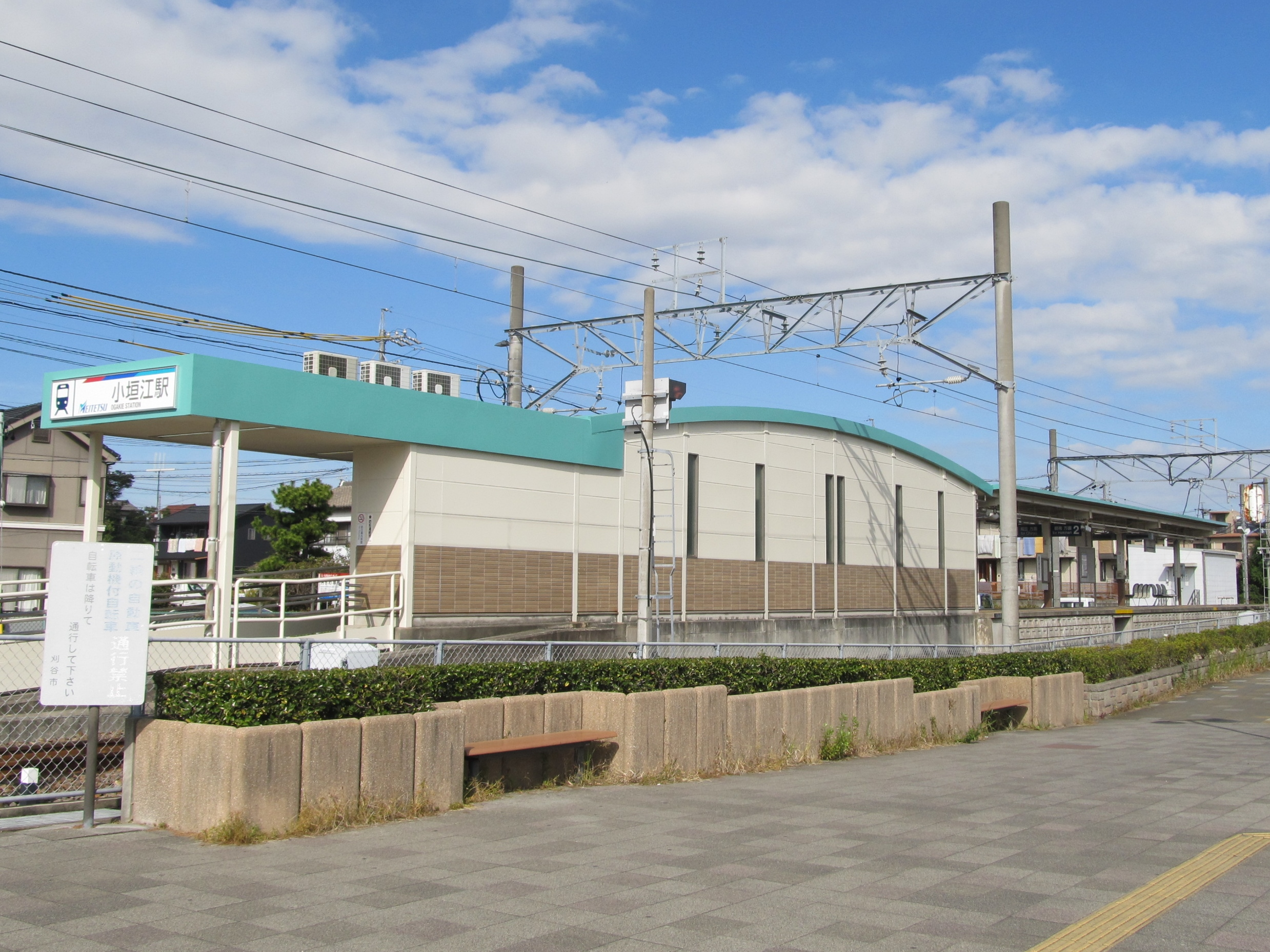
小垣江車站
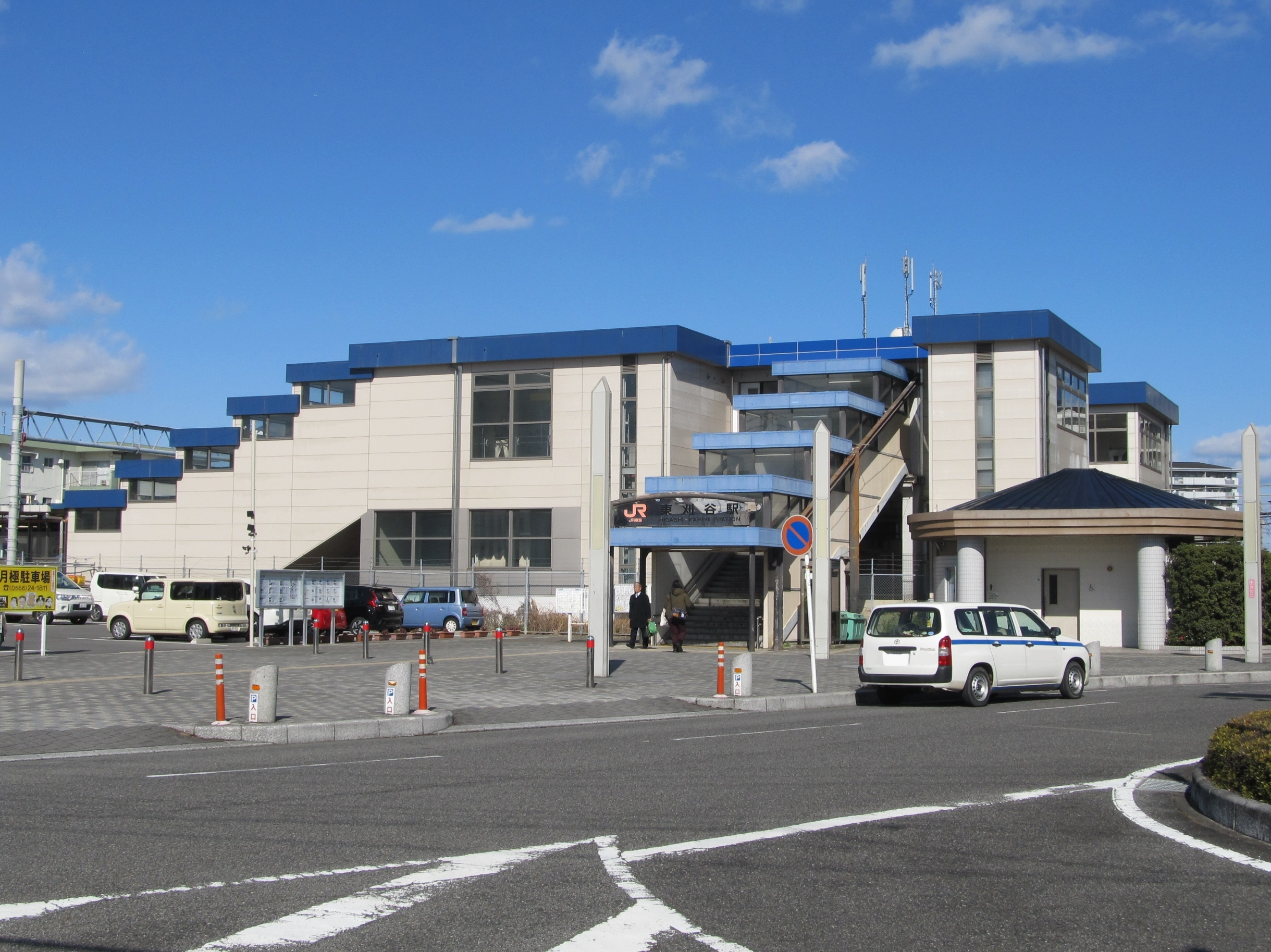
東刈谷車站南口
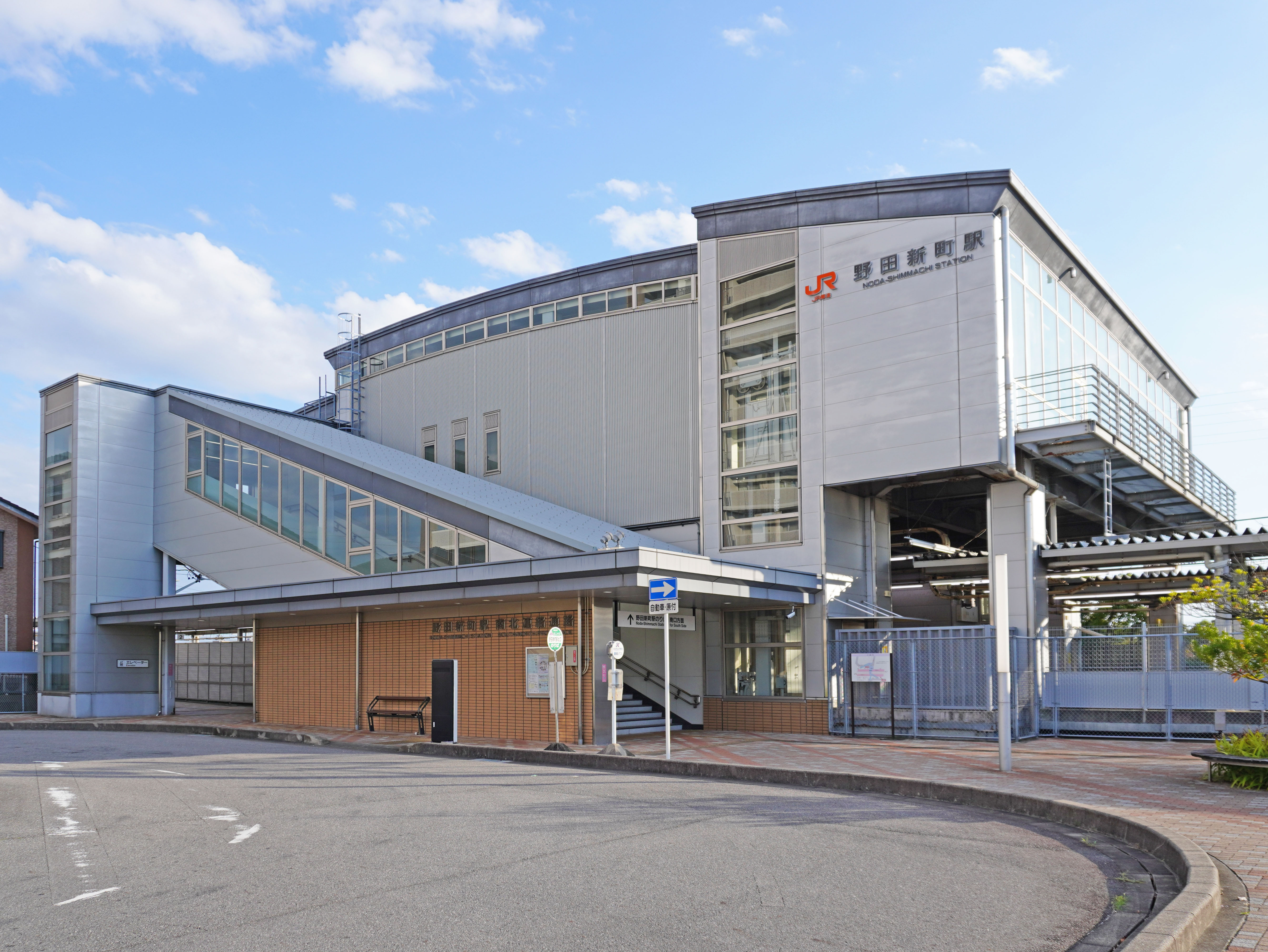
野田新町車站北口
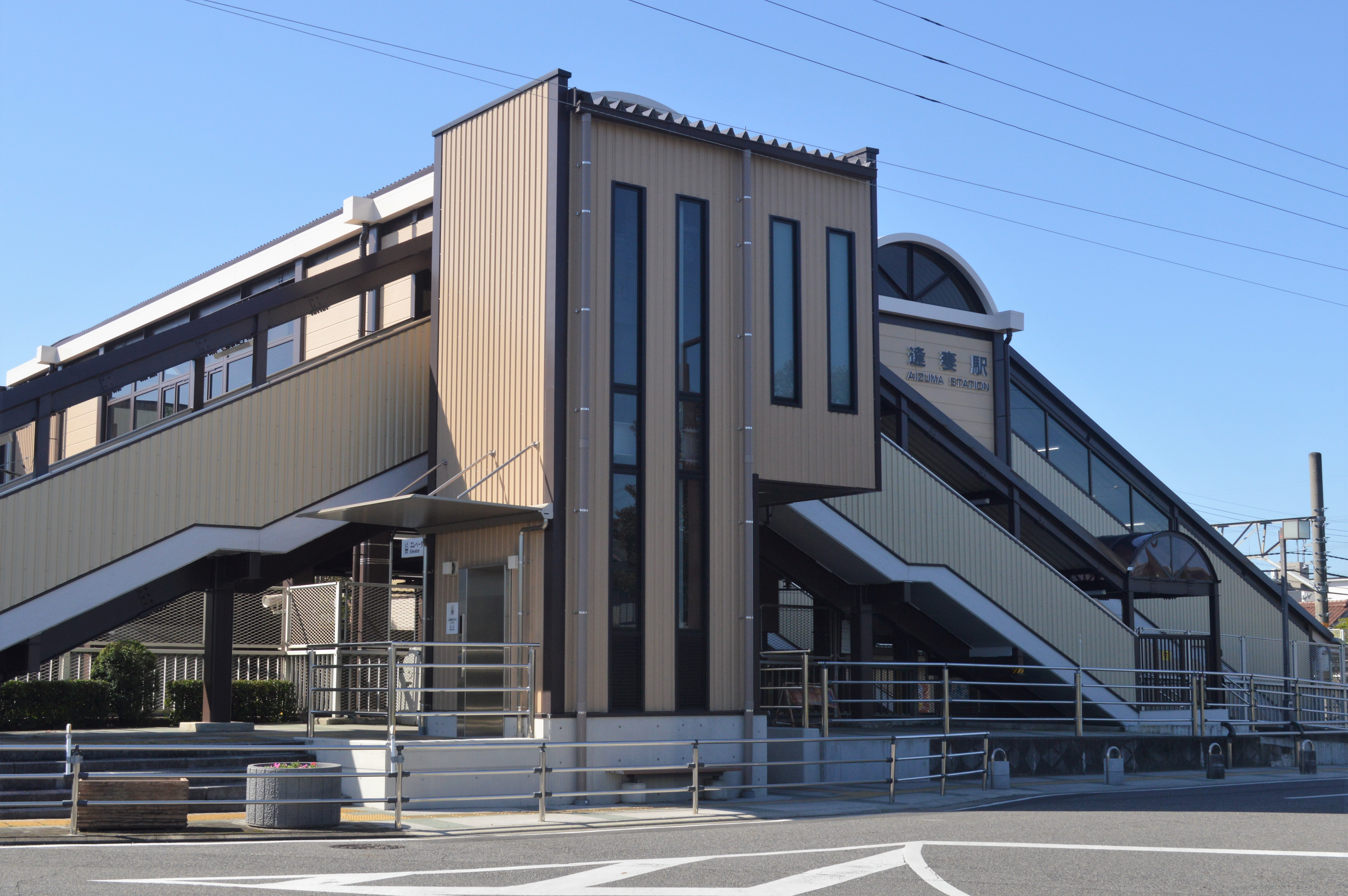
逢妻車站北口

### 公路
高速公路
- 伊勢灣岸自動車道：（豐田市） - 刈谷休息區（日语：刈谷パーキングエリア） - （豐明市）

## 觀光資源
在市區西側鄰近境川的刈谷城遺址現已被規畫為龜城公園，周邊也設有刈谷市歴史博物館、刈谷市鄉土資料館，公園內種植有約400棵的染井吉野櫻，因而在每年春季三月底至四月初的期間會舉辦和北部的洲原公園共同舉辦「刈谷櫻花祭」。
在每年七月時，同樣位於市區旁的秋葉神社會舉辦萬燈祭，期間會以竹子與和紙所製作的各式花燈在市區內遊行。

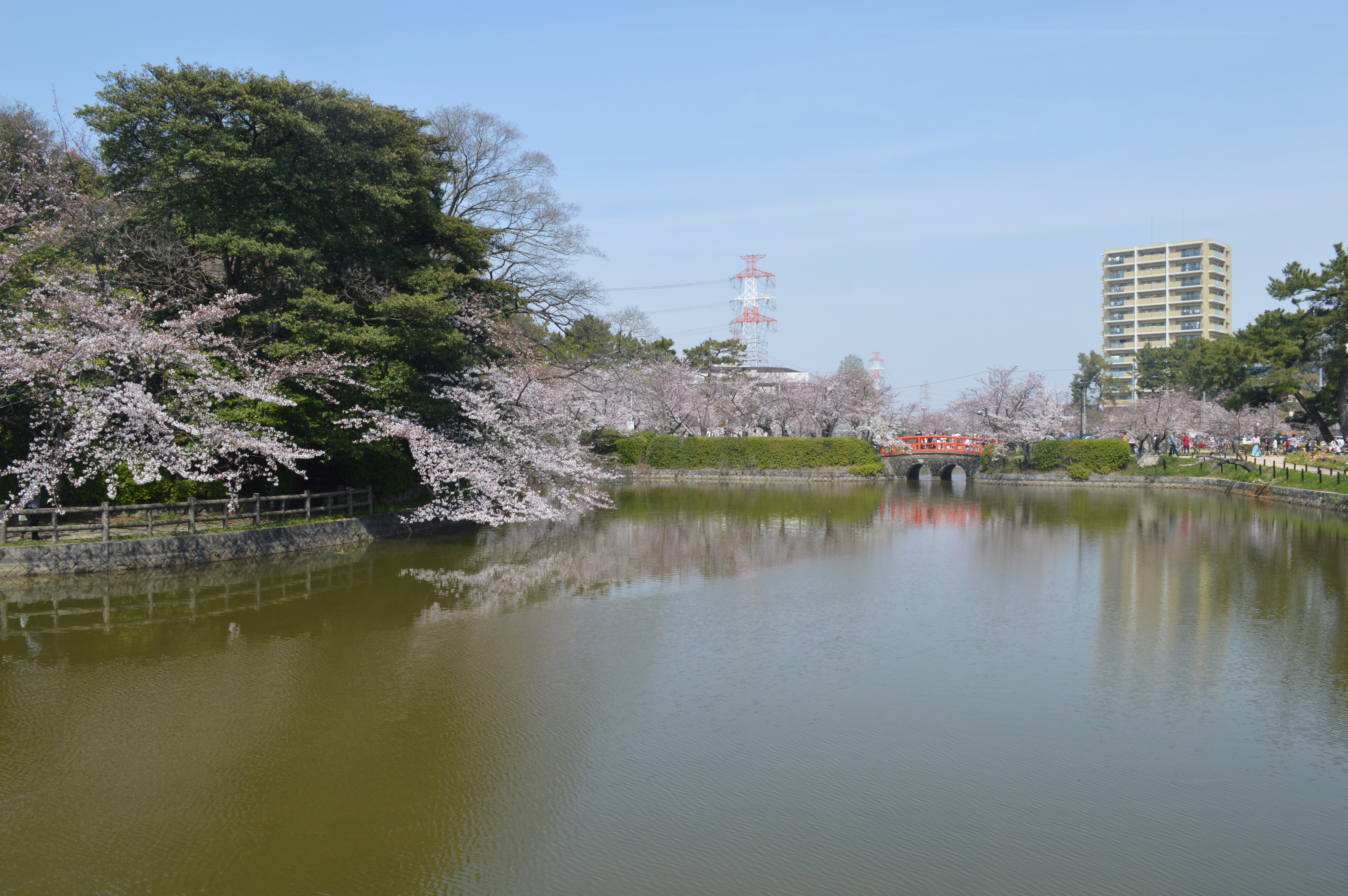
龜城公園
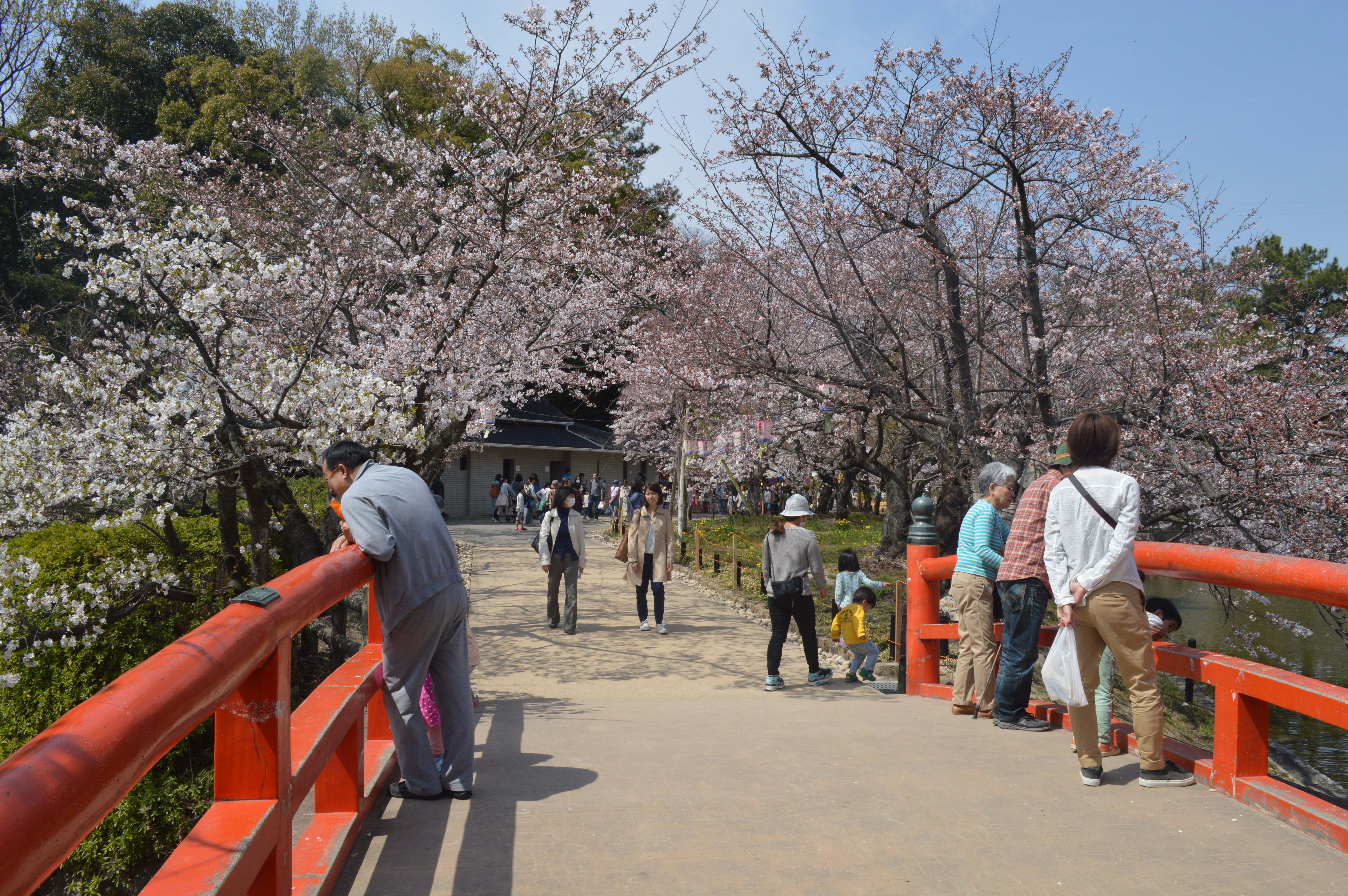
龜城公園中的櫻花
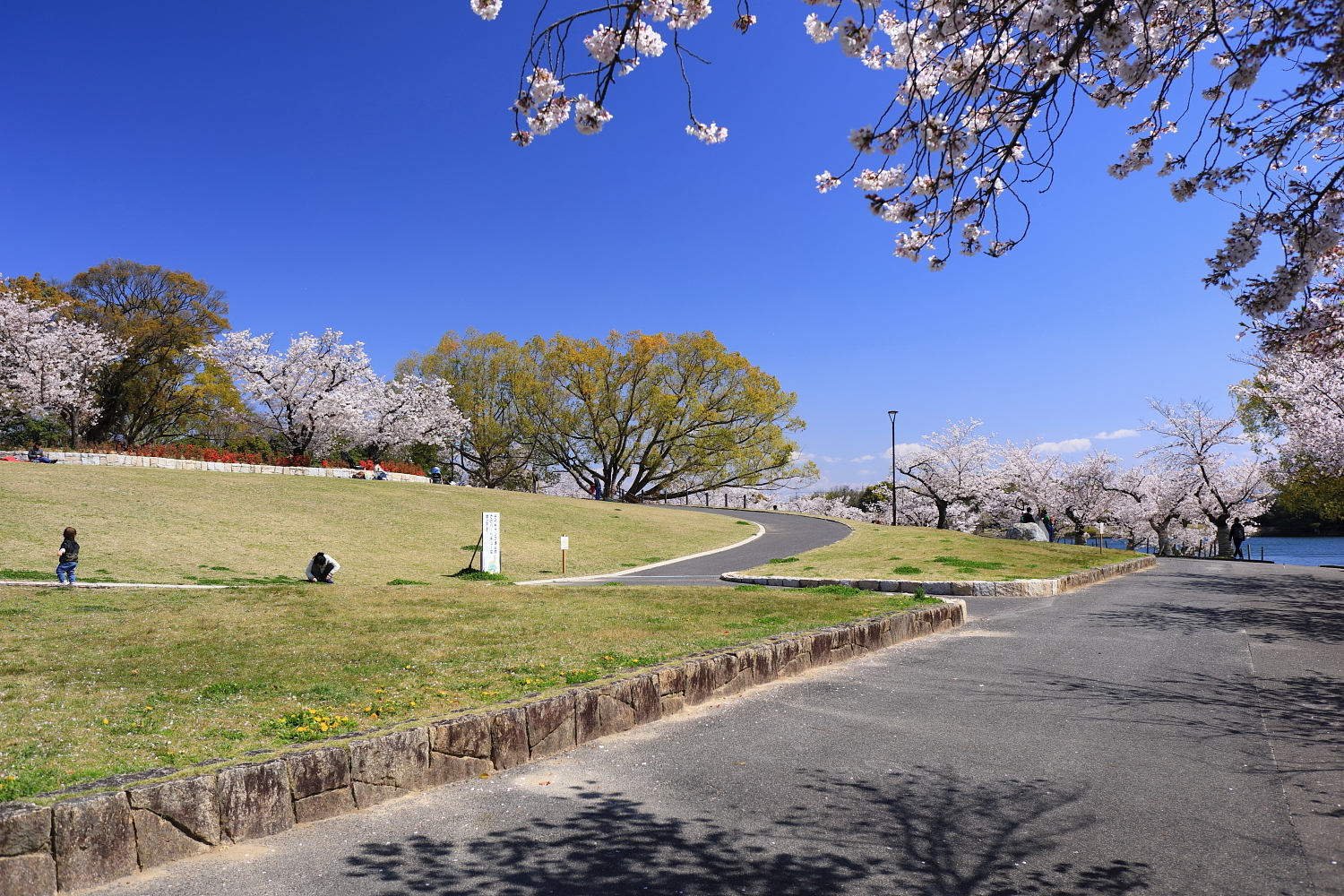
洲原公園中的櫻花
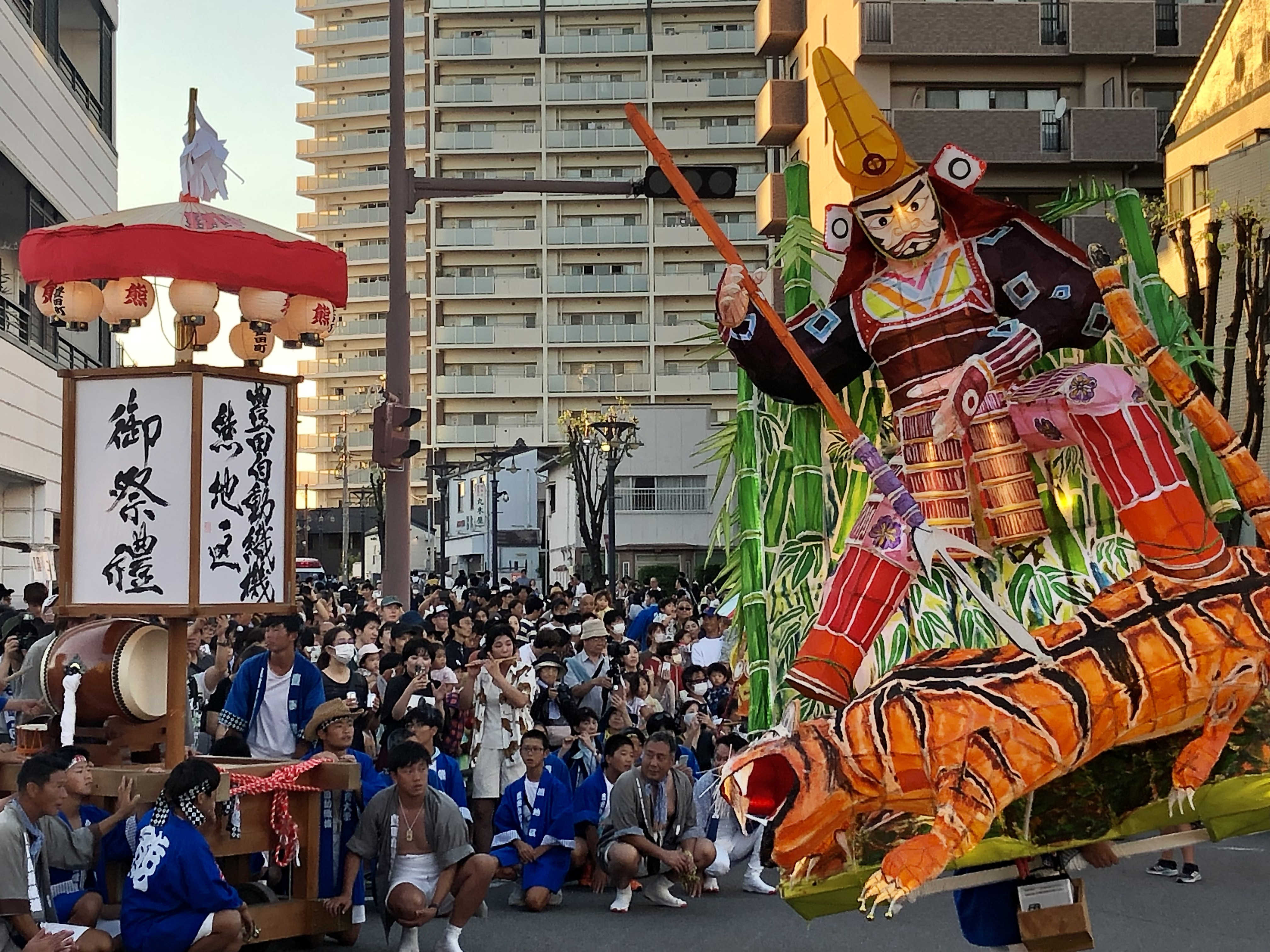
萬燈祭的花燈
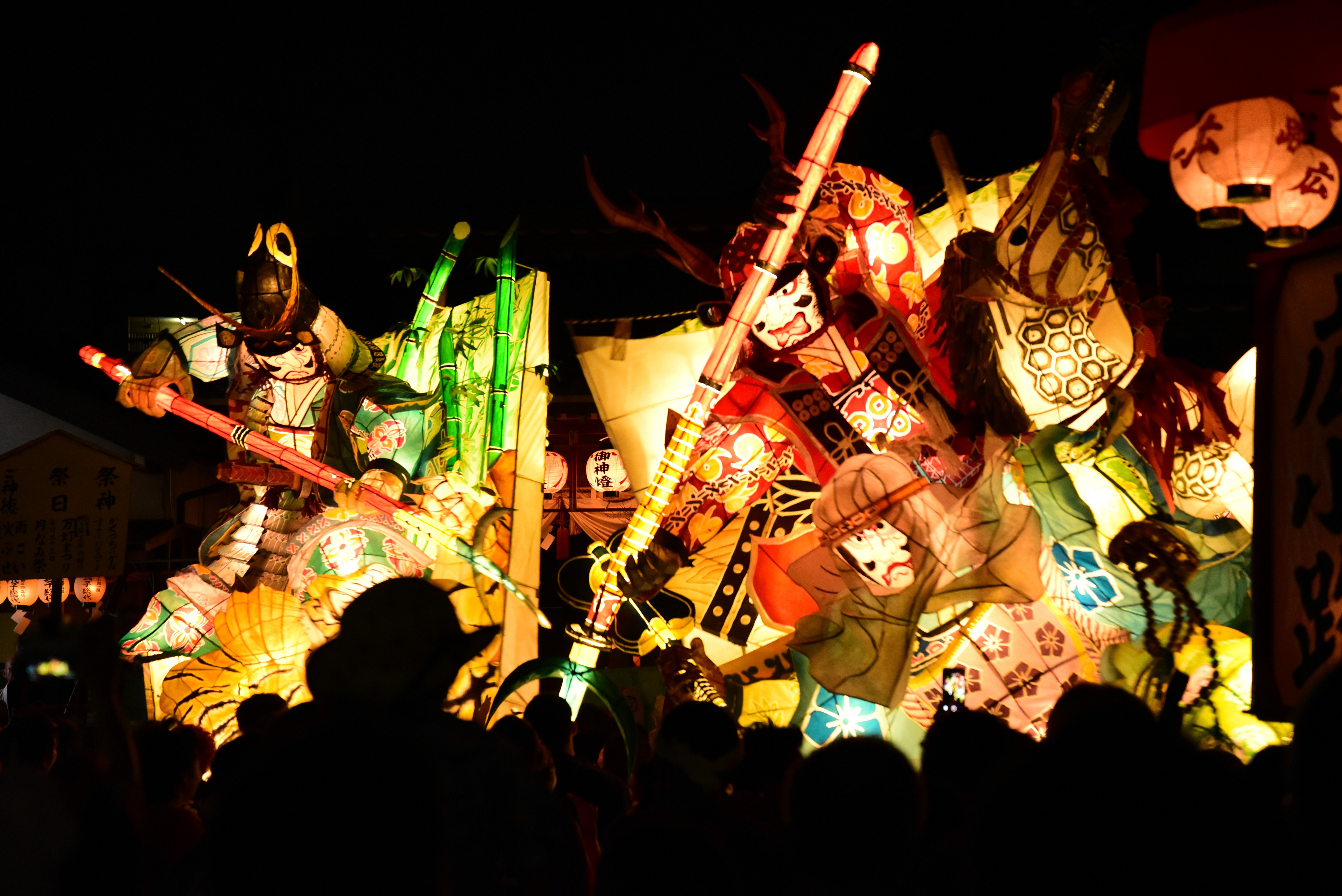
萬燈祭的花燈

## 教育

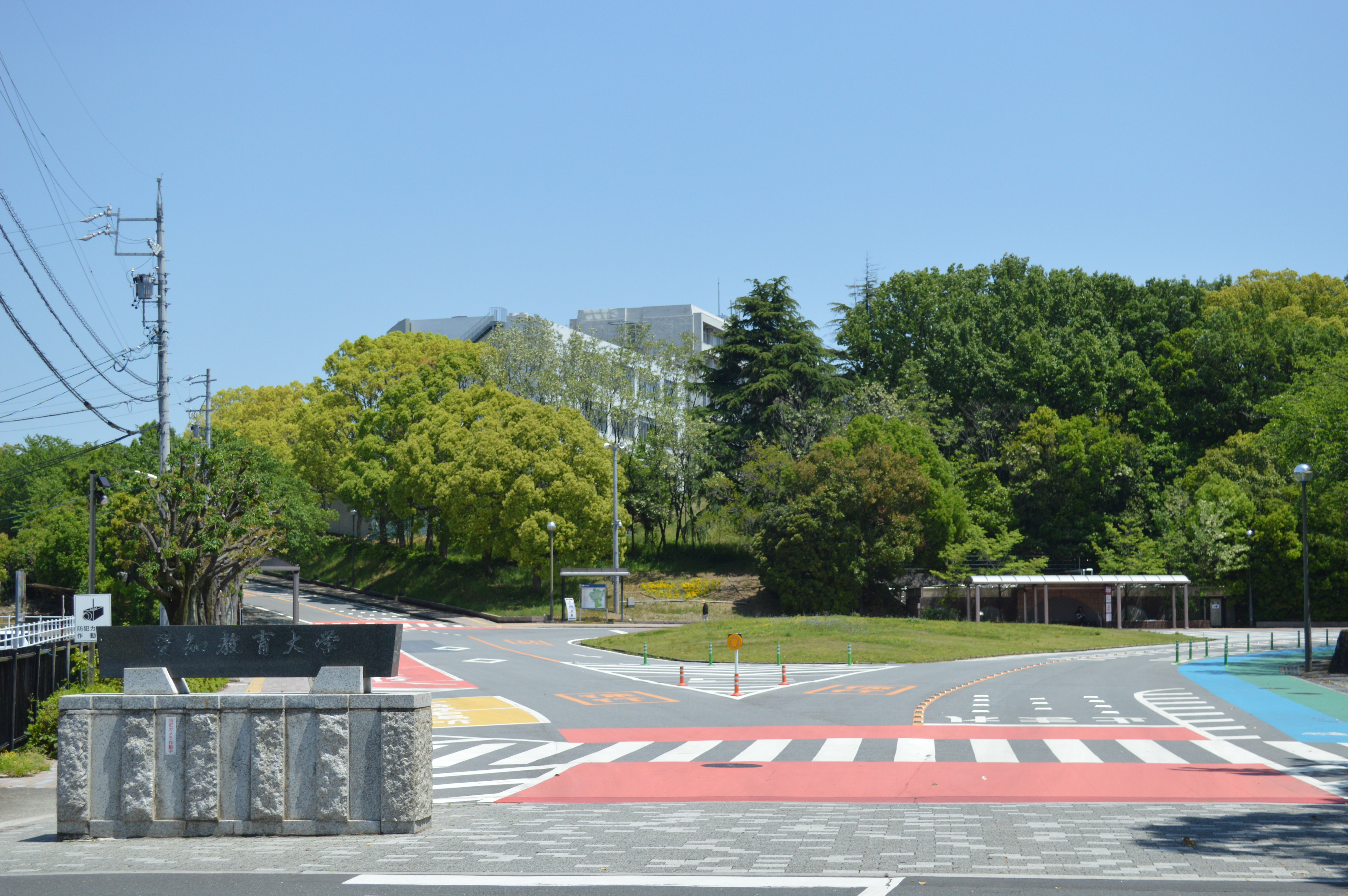
愛知教育大學校門

愛知教育大學是刈谷市內唯一的高等教育學校，其前身原為愛知縣的三所師範學校－愛知第一師範學校、愛知第二師範學校、愛知青年師範學校；三所師範學校在1949年合併改制為現在的大學，再於1966年遷至刈谷市北部，目前其仍以教育學部為主要領域。

## 姊妹、友好城市

### 海外
- 密西沙加（加拿大安大略省）
兩地於1981年締結為姊妹城市。[11]

### 日本
- 東吉野村（奈良縣）
過去在19世紀中由尊皇攘夷志士組成的武裝集團天誅組，其大多數成員最終在天誅組之變（日语：天誅組の変）中於現在的東吉野村處遭圍剿而陣亡；天誅組中的總裁之一松本奎堂（日语：松本奎堂）即出身於過去的刈谷藩（日语：刈谷藩），兩地自1940年代起因而開始交流；2013年為紀念天誅組之變150年，兩地為友好城市。[12][13]

## 外部連結
- （日語） 刈谷市政府的Facebook專頁
- （日語） 刈谷市政府的X（前Twitter）
- （日語） 刈谷市的Instagram帳戶
- （日語） 刈谷市觀光協會 （页面存档备份，存于）